# L'Ours (conte russe)
Pour les articles homonymes, voir L'Ours.

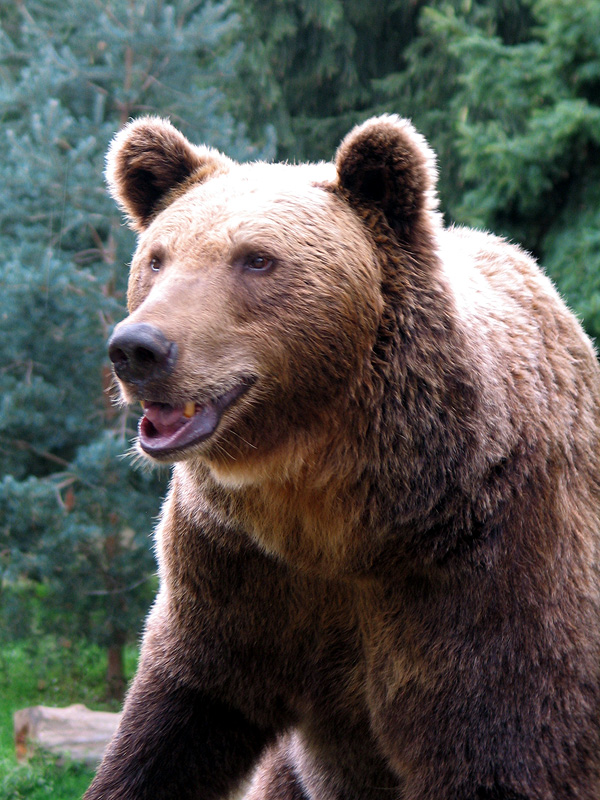
Ours brun

L'Ours (en russe : Медведь, Miédviéd’) est un conte traditionnel russe recueilli en 2 versions par Alexandre Afanassiev dans ses Contes populaires russes, sous les numéros 25a et 25b (édition originale), 57 et 58 dans l'édition de 1958 de Barag et Novikov.

## Le conte

### Caractéristiques
Le conte est classé sous la rubrique 161 A de la classification Aarne-Thompson, dans les contes d'animaux, mais n'existe que dans la tradition slave orientale. La première version a été recueillie dans les environs d'Ossa, dans le gouvernement de Perm, et le manuscrit a été conservé ; la seconde a été enregistrée dans le district de Lipetsk (gouvernement de Tambov). On a recensé pour la première version 22 variantes russes, 3 ukrainiennes et 2 biélorusses ; le sujet se retrouve également dans le folklore letton.
Ce conte présente diverses particularités : il est bref et doté d'une intrigue sommaire, est violent (voire terrifiant), inclut une « chanson » évoquant des formules magiques, et semble relever du totémisme primitif, . Vassiliev, cité par Boris Rybakov, indique qu'il était interdit de consommer certaines parties de l'ours tué (la tête et les pattes) ; or dans le conte, les deux vieux enfreignent ce tabou. Le conte évoque aussi les terreurs des paysans russes d'autrefois, vivant dans des endroits reculés, et confrontés aux bêtes sauvages.
En raison de sa brièveté, il est difficile de le résumer.

### Version 25a (57)

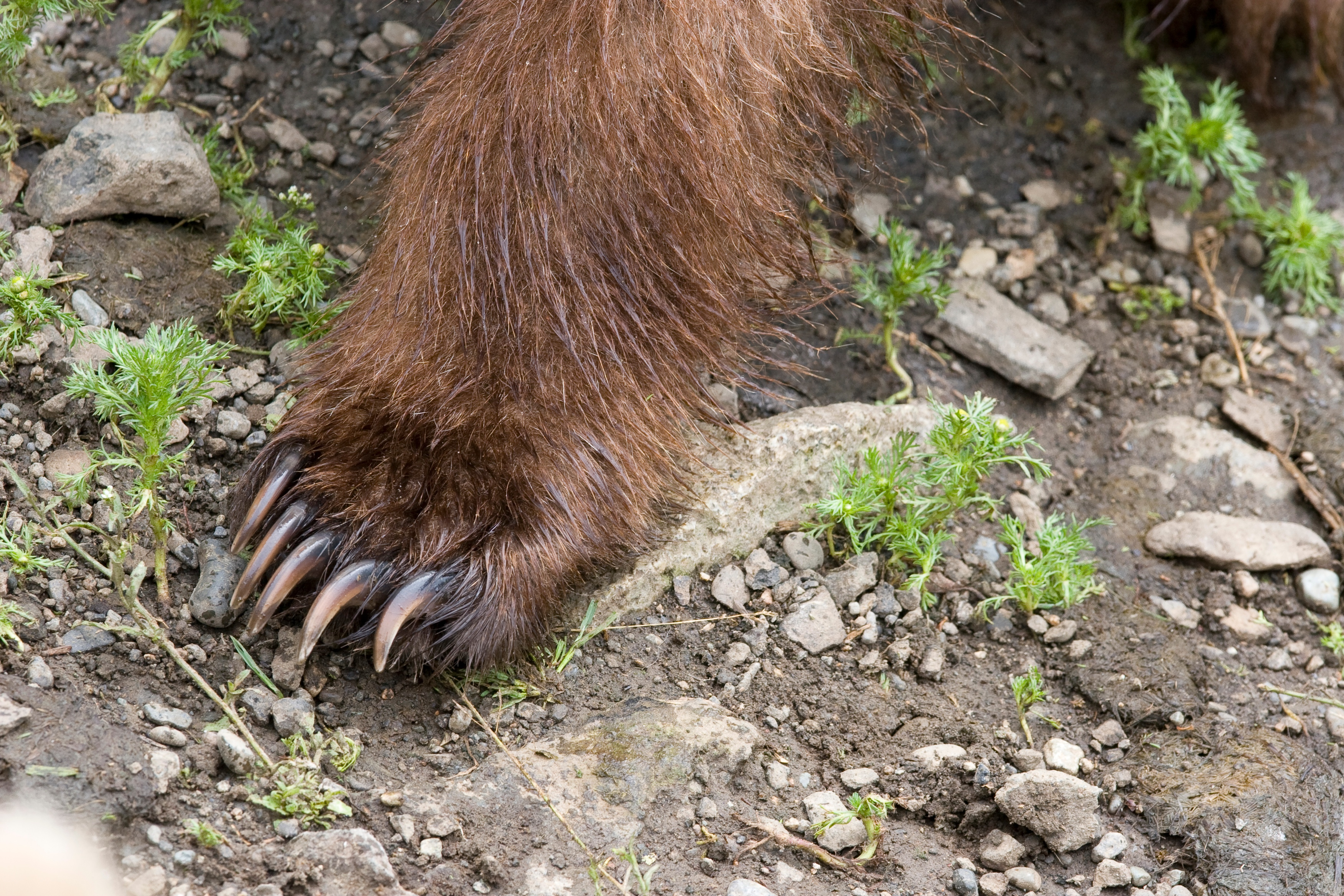
« Il sortit sa hache et trancha une patte à l'ours »

Un vieux et une vieille n'ont pas d'enfants. Le vieux, parti dans la forêt pour chercher du bois, rencontre un ours qui le provoque au combat. Mais le vieux lui tranche une patte d'un coup de hache et la rapporte à la vieille pour la faire cuire et récupérer la toison. Cependant, l'ours, qui hurle de douleur, se fabrique une patte en bois de tilleul, et, boitant, s'en va chez le vieux en chantant une inquiétante chansonnette. Le vieux et sa femme, l'entendant arriver, se cachent, mais l'ours les trouve et les dévore.

### Version 25b (58)

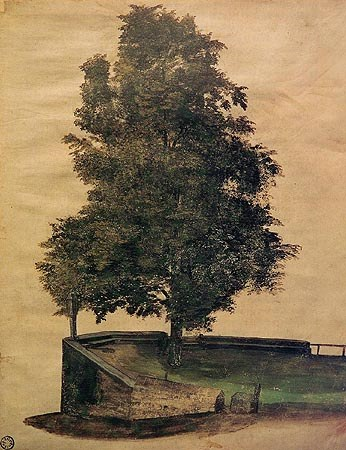
Albrecht Dürer, Tilleul

Une vieille femme vit dans une isba mal enclose à l'écart du village ; elle possède une vache et six moutons. Arrive l'ours qui brise la clôture, dévore une brebis, puis deux. La vieille en devient à demi folle, elle arrache la peau des brebis égorgées et se met à filer leur laine. L'ours revient à plusieurs reprises, cherchant à dévorer un agneau, mais la vieille lui tient tête, faisant grincer la porte pour sortir dans la cour. L'ours se place alors sous la fenêtre de l'isba et entonne une chanson : Grince, grince, violon, sur la patte de tilleul ! Voici l'eau qui dort, et la terre dort, seule une veille ne dort pas, elle file sa toison ! La vieille sort pour voir qui chante ainsi, l'ours en profite pour voler une par une toutes les brebis et les emporter dans la forêt. La pauvre vieille en vient à détruire son isba et s'installe chez son frère, où ils se consolent en amassant du bien et en « tordant le cou aux malheurs ».

### Autres variantes
Dans une variante littéraire, retravaillée par Alexeï Tolstoï (Медведь - липовая нога, « L'Ours Patte-de-Tilleul », l'ours a volé des navets que le vieux et la vieille avaient semés, raison pour laquelle le vieux s'en prend à lui, et la chanson de l'ours blessé diffère légèrement. La fin est inversée : une foule accourt, qui tue l'ours.
Il existe divers autres contes traditionnels (biélorusse, bouriate...) intitulés L'Ours, mais ils sont sans rapport direct.
Une variante, recueillie par Irina Karnaoukhova dans la région du lac Onega, présente la particularité de ne pas du tout faire intervenir l'ours : il s'agit ici de deux commères (koumouchki). L'une meurt, et l'autre, pour récupérer la bague qu'elle portait, lui coupe le doigt et le fait bouillir, trois nuits de suite. La commère morte chante sous la fenêtre une chansonnette très similaire à celle des autres versions, et la survivante répond par une formule rituelle. Mais à la troisième fois, elle a oublié la formulette, la morte défonce la porte, lui annonce qu'elle va la dévorer, et l'étrangle. Il s'agit d'un exemple de « contes effrayants » (strachnye skazki), qui font intervenir des revenants et des pratiques magiques.